# Gertrud von Hindenburg
Pour les articles homonymes, voir Hindenburg.
Gertrud von Hindenburg, née Gertrud Wilhelmine von Sperling le 4 décembre 1860 à Magdebourg et décédée le 3 mai 1921 à Hanovre, est une personnalité féminine allemande, épouse du maréchal Paul von Hindenburg, entre 1879 et 1921.

## Biographie
Gertrud von Sperling est la fille du chef de l'État major prussien Oskar von Sperling. Elle a un frère, Kurt von Sperling, général d'infanterie.
Elle est la tante maternelle du maréchal von Manstein. 
Gertrud épousa Paul von Hindenburg le 24 septembre 1879. Elle était décrite par son époux comme une « femme aimante, sincère, douce, qui partageait tout dans la joie et la tristesse ».